# پسر تنبل
پسر تنبل (به فرانسوی - Le Petit Paresseux) یک نقاشی رنگ روغن اثر هنرمند فرانسوی ژان-بتیست گروز است که در ۱۷۵۵ آن را خلق کرد و هم‌اکنون در موزه فابر در مون‌پلیه قرار دارد. این اثر در سال ۱۸۳۷ توسط فرانسوا-خاویر فابر به این موزه منتقل شد. این اثر کودکی را به تصویر می‌کشد که هنگام خواندن کتاب به خواب فرورفته است.